# Aka-Adeck Mba
Aka-Adeck Mba (* 4. März 1979 in Batibo, Kamerun) ist ein kamerunischer ehemaliger Fußballspieler, der zuletzt für Hapoel Akko in der israelischen Ligat ha’Al spielte.

## Sportlicher Werdegang
Mba startete seine Fußballkarriere in seiner Heimatstadt Batibo beim Verein Moghamo United. Seine weiteren Stationen in Kamerun waren PWD Bamenda und Cotonsport Garoua, ehe er 1999 nach Europa zu Odra Opole ging.
Mitte November 2000 verpflichtete der seinerzeit in der viertklassigen Oberliga Nordost antretende BFC Dynamo Mba, der bei seinem Debüt – einem 7:1-Erfolg über SD Croatia Berlin am 14. Spieltag – zur zwischenzeitlichen 4:0-Führung direkt als Torschütze in Erscheinung trat. Im weiteren Saisonverlauf schwankte er auch verletzungsbedingt unter Trainer Jürgen Bogs zwischen Startformation und Ersatzbank, als der Klub vor der Amateurmannschaft von Hertha BSC Meister der Nordstaffel der Oberliga wurde. In den Relegationsspielen gegen den Südmeister 1. FC Magdeburg verpasste er nach einem 0:0-Remis im Hinspiel aufgrund einer 2:5-Rückspielniederlage mit der Mannschaft den Drittligaaufstieg. Aufgrund des verpassten Aufstiegs kam er zu einem großen Umbruch in der Mannschaft.
Aufsteiger 1. FC Magdeburg bemühte sich anschließend um eine Verpflichtung des Trainers Eberhard Vogel aufgrund seiner Leistung in den Aufstiegsspielen nachhaltig im Gedächtnis gebliebenen Mbas, die jedoch Anfang Juli zunächst scheiterte, da Spieler und sein Berater nicht zu den Verhandlungen erschienen. Wenige Tage später gab er unter Angabe ausstehender Gehaltszahlungen seinen Ausstieg beim BFC bekannt. Ende des Monats wurde der Wechsel zu den in der Regionalliga Nord antretenden Magdeburgern abgeschlossen, bei denen er einen Ein-Jahres-Vertrag unterzeichnete. Allerdings konnte er im darauffolgenden Jahr in 16 Punktspielen kein Tor erzielen, weshalb er zurück zum BFC Dynamo wechselte. Nach den weiteren Stationen Türkiyemspor Berlin und erneut Odra Opole ging er zurück in seine Heimat Kamerun, wo er zwei Jahre bei Canon Yaoundé spielte. Im Jahr 2007 unterschrieb Mba bei Hapoel Akko in der zweiten israelischen Liga einen Vertrag. Im Jahr 2009 stieg er mit seinem Team in die Ligat ha’Al auf. Seit Sommer 2010 ist er ohne Verein.